# Kazuki Mine
Kazuki Mine (三根 和起 Mine Kazuki?, nacido el 18 de abril de 1993 en Osaka) es un exfutbolista japonés. Jugaba de delantero y su último club fue el Vanraure Hachinohe de Japón.

## Trayectoria

### Clubes
| Club                     | País     | Año         |
| ------------------------ | -------- | ----------- |
| Kyoto Sanga FC           | Japón    | 2012 - 2015 |
| Kataller Toyama          | Japón    | 2013        |
| AC Nagano Parceiro       | Japón    | 2014        |
| J. League sub-22         | Japón    | 2014 - 2015 |
| Albirex Niigata Singapur | Singapur | 2016        |
| Vanraure Hachinohe       | Japón    | 2017        |

## Estadística de carrera

### J. League
| Club               | Año   | J. League | J. League | Copa J. League | Copa J. League | Total | Total |
| Club               | Año   | Part.     | Goles     | Part.          | Goles          | Part. | Goles |
| ------------------ | ----- | --------- | --------- | -------------- | -------------- | ----- | ----- |
| Kyoto Sanga FC     | 2012  | 2         | 0         | -              | -              | 2     | 0     |
| Kataller Toyama    | 2013  | 13        | 2         | -              | -              | 13    | 2     |
| AC Nagano Parceiro | 2014  | 1         | 0         | -              | -              | 1     | 0     |
| Kyoto Sanga FC     | 2014  | 0         | 0         | -              | -              | 0     | 0     |
| Kyoto Sanga FC     | 2015  | 2         | 0         | -              | -              | 2     | 0     |
| J. League sub-22   | 2014  | 10        | 3         | -              | -              | 10    | 3     |
| J. League sub-22   | 2015  | 5         | 1         | -              | -              | 5     | 1     |
| Total              | Total | 33        | 6         | 0              | 0              | 33    | 6     |